# ایلیونئوس
ایلیونئوس در اسطوره‌شناسی یونانی، ممکن است به یکی از موارد زیر اشاره داشته باشد:
- ایلیونئوس، یکی از نیوبیدها.[۱]
- ایلیونئوس، یک تروجانی (اهل تروآ (شهر))، تنها پسر فورباس، توسط پنلئوس کشته شد.[۲]
- ایلیونئوس، یکی از بزرگان تروا، که از دیومدس (پسر تودوئوس) التماس کرد که او را نجات دهد، اما با این وجود کشته شد.[۳]
- ایلیونئوس، همراه آئنیاس. او از کسانی بود که در طوفانی که آئنیاس و قومش در آن گرفتار شدند، کشتی‌هایش غرق شد.[۴]

او که بزرگ‌ترین بازماندگان تروا با آئنیاس بود، اولین کسی بود که با دیدو هنگام ورود به کاخ او در کارتاژ صحبت کرد.